# Округ Серо Гордо (Ајова)
Серо Гордо (енгл. Cerro Gordo County) је округ у америчкој савезној држави Ајова.

## Демографија
По попису из 2010. године број становника је 44.151, што је 2.296 (-4,9%) становника мање 2000. године.
| Група             | 2000.          | 2010.          |
| Белци             | 43.977 (94,7%) | 40.876 (92,6%) |
| Афроамериканци    | 373 (0,8%)     | 578 (1,3%)     |
| Азијати           | 324 (0,7%)     | 377 (0,9%)     |
| Хиспаноамериканци | 1.291 (2,8%)   | 1.694 (3,8%)   |
| Укупно            | 46.447         | 44.151         |